# Matschie-kúszókenguru
A Matschei-kúszókenguru (Dendrolagus matschiei) a kúszóerszényes-alakúak (Diprotodontia) rendjéhez, ezen belül a valódi kenguruk (Macropodidae) családjához és a fakúszó kenguruk (Dendrolagus) nemhez tartozó faj.
Nevét Paul Matschie német zoológustól (1861-1926) kapta, aki felfedezte a fajt.

## Elterjedése, élőhelye
Pápua Új-Guinea hegyvidékes, trópusi esőerdős területein, és a Huon-félsziget alacsonyabb erdős területein fordul elő.

## Megjelenése

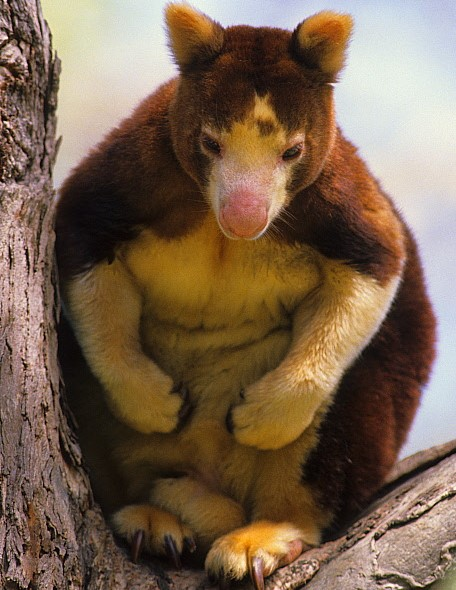
Matschei-kúszókenguru

A Matschie-kúszókenguru feje és törzse 61–68 cm , a farka 51–68 cm hosszúságú. A fülei kicsi, kerekek, belül szőrösek. A fülben lévő szőrök segítik távol tartani az élősködőket. Hosszú éles karmai vannak, melyek nemcsak a fákon való mászásban segítik a kengurut, hanem hatékony védekező fegyverként is szolgálnak. Mahagóniszínű bundájával, gesztenyebarna-sárga arcával, rikító sárga végtagjaival és farkával a Matschie-kúszókenguru az egyik legfeltűnőbb színű erszényes.

## Életmódja
Hajtásokkal, levelekkel, gyümölcsökkel, néha kisebb állatokkal táplálkozik. Az év bármely szakában szaporodhatnak, a szaporodást követően 32 napra megszületnek a kölyök, mely a nedves évszak végéig anya védelmet adó erszényében marad. A nemi érettséget kb. 2 éves korban érik el.
Élettartama természetben 14 év, fogságban ennél több is lehet.

## Természetvédelmi helyzete
Az utóbbi években a népesség növekedése és a nemzetközi fakereskedelem fellendülése miatt nagyarányú erdőirtás folyik a szigeten. A Matschei-kúszókenguru erdei élőhelyén, a Houn-félsziget alacsonyabban fekvő területein, már szinte teljesen kiirtották az erdőket, aminek az lett a következménye, hogy a kúszókenguruk száma tíz év alatt a felére csökkent. A kúszókengurut a helyi törzsek tagjai vadásszák húsáért, mert a szigeten kevés más nagy emlős állat él.
A természetvédő szervezetek kúszókenguru-megőrző programot hoztak létre azért, hogy felhívják a helyiek figyelmét arra, milyen fontos az élővilág sokszínűségének a megőrzése.